# Steven Rosenberg
Steven Aaron Rosenberg (New York, 2 agosto 1940) è un chirurgo e oncologo statunitense, ricercatore sul cancro e capo del reparto di chirurgia presso il National Cancer Institute di Bethesda, nel Maryland. Rosenberg è considerato un pioniere dell'immunoterapia contro il cancro. È il primo ricercatore a inserire con successo geni estranei negli esseri umani.

## Biografia
Steven Rosenberg, nato nel Bronx, a New York nel 1940, è il più giovane di tre figli di immigrati ebrei polacchi che possedevano una tavola calda. Ha frequentato la prestigiosa Bronx High School of Science. Rosenberg si è poi laureato in biologia nel 1961 alla Johns Hopkins University di Baltimora, nel Maryland, e ha ottenuto un master in medicina nel 1964. Si è specializzato presso il "Peter Bent Brigham Hospital" di Boston, Massachusetts e ha conseguito un dottorato di ricerca in biofisica nel 1968 con la sua tesi "Le proteine delle membrane eritrocitarie" all'Università di Harvard. Rimase poi all'Università di Harvard come assistente ricercatore di John David prima di trasferirsi al National Institutes of Health (NIH) di Bethesda, nel Maryland, diventandone nel 1974 capo del reparto di chirurgia. Nel 1979 ha ricevuto una cattedra di chirurgia presso l'"Uniformed Services University of the Health Sciences" di Bethesda. Inoltre, dal 1988 è professore di chirurgia presso la George Washington University di Washington.

## La ricerca
È accreditato di aver sviluppato l'uso di IL-2 e cellule immunitarie per il trattamento di pazienti con melanoma in una procedura chiamata "trasferimento cellulare adottivo". Ha dimostrato che l'espansione delle cellule immunitarie (note come linfociti infiltranti il tumore) in laboratorio può essere utilizzata per trattare pazienti affetti da melanoma e ha pubblicato due importanti studi che ne descrivono l'uso. Il primo, nel 2002, ha dimostrato che alcuni pazienti con melanoma avanzato possono essere trattati fino alla remissione completa con una combinazione di chemioterapia, cellule immunitarie e alte dosi di IL-2.
Il secondo, nel 2006, ha dimostrato che il recettore delle cellule T può essere trasferito alle cellule immunitarie e, in combinazione con la chemioterapia e alte dosi di IL-2, può essere utilizzato per trattare i pazienti affetti da melanoma. Sebbene questa fosse la prima volta che il recettore delle cellule T veniva utilizzato per la terapia genica, non era la prima volta che la terapia genica veniva usata nel cancro. Le cellule tumorali modificate con un gene per i fattori di crescita immunitari come GM-CSF, erano state utilizzate molti anni prima e continuano ad essere utilizzate, sebbene l'efficacia delle linee tumorali modificate con GM-CSF come vaccino contro il cancro rimanga, nella migliore delle ipotesi, estremamente modesta. In questi studi si è discusso del ruolo delle cellule T nel trattamento del cancro poiché è stato dimostrato che l'IL-2 ad alte dosi e la chemioterapia hanno proprietà antitumorali. Tuttavia, la combinazione di chemioterapia, cellule T e IL-2 ad alte dosi si è dimostrata efficace anche nei pazienti che in precedenza avevano fallito il trattamento con IL-2 ad alte dosi.
Rosenberg ha aperto la strada all'uso dell'immunoterapia adottiva.

## Vita privata
Ha incontrato la sua futura moglie, Alice O'Connell, durante la sua residenza al Peter Bent Brigham Hospital di Boston, che all'epoca era l'infermiera capo. Si sono sposati nel 1968 e hanno tre figlie.

## Premi e riconoscimenti
- 1992 - Premio Targa d'Oro dell'American Academy of Achievement.[8]
- 2011 - Premio William B. Coley per l'eccellenza della ricerca in immunologia tumorale del Cancer Research Institute
- 2013 - Premio Keio per la scienza medica
- 2015 - Medaglia d'Onore dell'American Cancer Society
- 2018 - Premio dell'Albany Medical Center in medicina e ricerca biomedica.[9]
- 2019 - Premio NICHE Edogawa.[10]
- 2019 - Premio Szent-Györgyi per i progressi nella ricerca sul cancro.[11]
- 2021 - Premio Dan David.[12]
- 2022 - Premio internazionale Fondazione Pezcoller-AACR per i risultati straordinari nella ricerca sul cancro.[13]
- 2023 - Vincitori della citazione laureati Clarivate in psicologia e medicina.[14]
- 2023 - Medaglia Nazionale della Tecnologia e dell'Innovazione.[15]
- 2023 - Premio "Lombardia è ricerca".[16]